# Les Dingodossiers

Les Dingodossiers sont des recueils de planches de bande dessinée humoristique. Les saynètes sont dessinées par Marcel Gotlib sur des scénarios de René Goscinny. Elles sont une sorte de satire de la société de la France des années 60 à travers des histoires généralement en deux planches et sans personnage récurrent. 
Elles sont tout d'abord publiées dans le magazine Pilote de 1963 à 1967. La série atteint un total de 169 épisodes lorsqu'elle est arrêtée en 1967, Goscinny ne pouvant plus en assurer le scénario à la suite d'une surcharge de travail. Il souhaitait néanmoins que Gotlib crée ses propres histoires en continuant les Dingodossiers, mais le dessinateur, par respect pour le scénariste, renomme la série en Rubrique-à-brac.

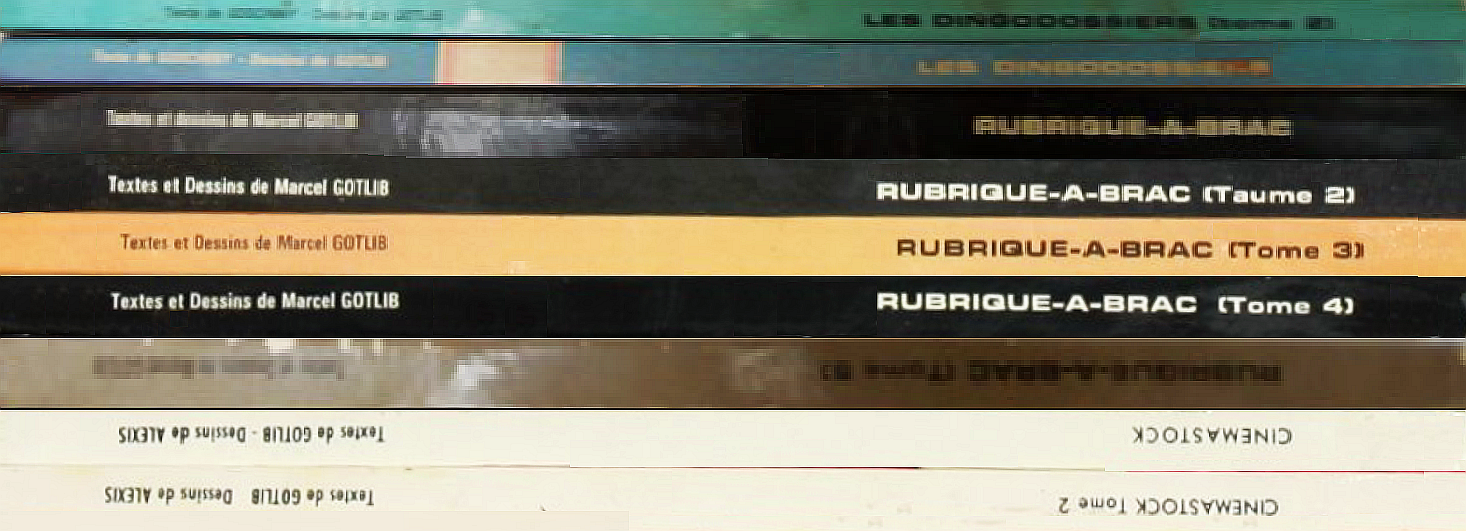
Les deux premiers tomes des Dingodossiers, au sommet de la pile.

## Publications
- Pilote (journal)
- Editions Dargaud
- En collaboration avec Goscinny

### Les Dingodossiers Tome 1(1967)
- Si bébé parlait...
- Tiens-toi tranquille !
- Vive le roi !
- Comment faire manger bébé
- Que font les enfants le soir quand les parents sont sortis ?
- La bodde grippe
- Les grands enfants
- Les petits hommes
- La division perdue
- Le journal de la classe
- Les profs populaires
- Les corection[1]
- La rentrée des profs
- Le chic
- Allons à la fête !
- La photographie
- Poissons d'avril
- Le téléphone
- Le défilé
- Les voyages dans le cosmos
- Les vacances à l'étranger
- Sites et curiosités
- Le folklore
- Suivez notre guide
- Les surprises de la rentrée
- Comportement animal
- Les phénomènes
- Surprise !!
- Le vrai langage des animaux
- Félicité suprême
- A quoi pensent-ils ?
- Les petites vedettes
- Il y a un truc !
- Le doublage
- Coupez !
- Que voient-ils ?
- Si la photo avait existé...
- Sachez ce qu'est la fin
- Après la fin
- Télé cache-cache
- Si les accessoiristes se faisaient des poissons d'avril
- S'ils venaient chez nous
- Dingojouons ensemble !
- Les espions maladroits
- Les touristes arrivent en bande décidée

### Les Dingodossiers Tome 2(1972)
- Les belles histoires de mémé Chaprot
- Bizarre autant qu'étrange
- Dressez votre chien
- S'ils étaient parmi nous
- Petits tracas
- Allons au restaurant
- Les bricoleurs
- Comment font-ils ?
- Exemples de volonté
- Bizarre autant qu'étrange
- Rédaction
- Un oizeau énervan[1]
- Bizarre autant qu'étrange
- Devenez dompteur
- Au second plan
- Méchantes choses
- Marchons sous la pluie
- Le magnétophone
- Que font-ils en hiver ?
- Moments de gloire
- Bizarre autant qu'étrange
- Le rusé renard
- Notes sur le printemps
- Bizarre autant qu'étrange
- Drôle de cirque
- Le 421 à travers le monde
- Moments gênants
- Drôles de panneaux
- Avions personnalisés
- Rien à déclarer ?
- Dernier jour de vacances
- Bizarre autant qu'étrange
- La rentrée enchantée
- Les génériques

### Les Dingodossiers Tome 3(1995)
- Tous au bain !
- Le camping
- ... Comment se nourrit-on en vacances ?
- Les voyages en car
- Les effets spéciaux
- Les étrangers en vacances
- Les plus beaux métiers du monde
- Les élèves remarquables
- Les transistors
- Ennemis publics
- Les courses
- Mâtin ! Quel réveil !
- L'histoire telle qu'on la raconte
- Sur la route
- Les idées
- Caprices du temps
- La mode de demain
- Le journal télévisé
- Les petits métiers ferroviaires

### Les Dingodossiers inédits(2005)
- Le doublage (tapuscrit original de René Goscinny)
- Les élèves remarquables (tapuscrit original de René Goscinny)
- Le play-back
- Les voyages aériens de l'avenir
- La vie rêvée
- Le courrier en vacances
- Prédictions pour 1966
- Comment devenir idole
- Les boute-en-train
- Dépaysement
- 1966 vous parle
- Les files
- Transformez votre chambre
- Réglement de comptes
- L'équateur
- Comment calmer bébé